# Осборн, Джон Роберт
Джон Роберт Осборн (англ. John Robert Osborn; 2 января 1899, Фоулден, Норфолк, Англия, Великобритания — 19 декабря 1941, Маунт-Батлер, Гонконг, Британский Гонконг) — британский и канадский военнослужащий, уорент-офицер 2-го класса Виннипегских гренадеров Королевского Канадского пехотного корпуса Канадской армии. Кавалер креста Виктории.
Родился в 1899 году в Англии. Из семьи странствующих торговцев, работал конюхом, не получил систематического образования. В 1916 году после начала Первой мировой войны был зачислен в резерв Королевского военно-морского флота Великобритании. Присутствовал при Ютландском сражении, а затем перевёлся в пехоту — в 63-ю Королевскую военно-морскую дивизию. В 1917 году во время пребывания на Западном фронте близ Кале был отравлен газом, после чего долго лечился. После демобилизации, в 1920 году по рекомендации врача эмигрировал в Канаду. Занимался сельским хозяйством, трудился на железной дороге, был разнорабочим. В 1926 году женился, имел пятерых детей.
В 1933 году во время «Великой депрессии» из-за безденежья поступил на службу в Виннипегские гренадеры Королевского Канадского пехотного корпуса, своего рода местную милицию. В 1939 году после начала Второй мировой войны в звании уорент-офицера 2-го класса и при должности ротного сержант-майора был переведён в регулярную Канадскую армию. Вместе с гренадёрами служил на Ямайке и Бермудах, а затем отправлен в Гонконг в подкрепление местному британскому гарнизону.
8 декабря 1941 года, через день после нападения на Пёрл-Харбор, японцы атаковали Гонконг. Заняв материковую часть колонии, 18 декабря они высадились на самом острове. Утром следующего дня роте Осборна было приказано отвовоевать гору Маунт-Батлер, что он и сделал со своим отрядом. Вскоре высоту пришлось оставить и Осборн с частью роты отступил в небольшую лощину. Японцы начали забрасывать канадцев гранатами, которые он подхватывал и отбрасывал назад. Одну из гранат Осборн не успел поймать, ввиду чего бросился на неё и погиб, заслонив своих товарищей от взрыва. Через несколько дней Гонконг пал. Подвиг Осборна стал известен лишь после капитуляции Японии со слов выживших участников обороны Гонконга, прошедших через японские лагеря. В 1946 году он был посмертно удостоен креста Виктории, став единственным кавалером этой награды за всю оборону.

## Биография

### Молодые годы и начало военной службы

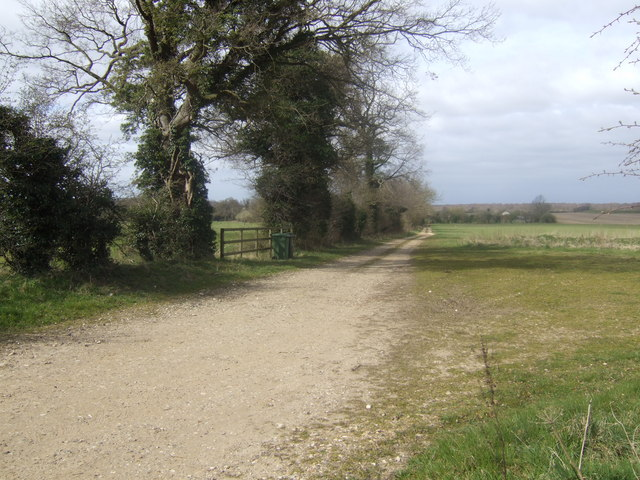
Просторы Фоулдена, 2007 год

Джон Роберт Осборн родился 2 января 1899 года в Фоулдене, небольшой деревне к северу от Тетфорда, что в английском графстве Норфолк, Великобритания. Родители — Джон Роберт Осборн и Харриет Сусанна, урождённая Томлин. У Джона было три брата и одна сестра.
О жизни Осборнов известно лишь то, что они странствовали как цыгане на своём богато украшенном деревянном караване, продавали прищепки и конфеты собственного изготовления, а также были заняты на сезонных работах на различных фермах по всему Норфолку. По некоторым данным, Джон сам родился в караване, вставшем на фермерском поле Брекленда. В какой-то момент Осборны переехали в деревню Балшем, графство Кембриджшир. Судя по всему, там Джон нерегулярно посещал среднюю школу, но бросил её в 14 лет. Джон имел голубые глаза и светло-каштановые волосы, а одноклассник описывал его как «просто тихого, симпатичного, деревенского парня». Некоторое время Осборн работал конюхом в Фоулдене.
В 1916 году, во время Первой мировой войны, Осборн поступил на службу в Королевский военно-морской флот Великобритании и был приписан к добровольческому резерву с местом базирования в лагере Блэнфорд в графстве Дорсет. По некоторым данным, в 1916 году в возрасте 17 лет он принял участие в Ютландском сражении. После прохождения подготовки, 19 октября 1917 года Осборн получил звание матроса 1-й статьи и поступил во 2-й резервный батальон 63-й Королевской военно-морской дивизии, созданной в качестве пехотного подразделения флота для борьбы с противником на суше.
11 февраля 1918 года Осборн был переведён в батальон имени барона Хоука и 15 февраля отправлен в Кале, на Западный фронт. Примерно 26 марта он был серьёзно отравлен газом, затем отправлен в госпиталь в Руане, а 31 марта был переведен в больницу в Манчестере. В июле Осборн получил разрешение на отпуск и вернулся в Балшем, но состояние здоровья ухудшилось до такой степени, что он снова попал в госпиталь, на этот раз при Тринити-колледже в Кембридже. К 10 октября он выздоровел и был переведен во 2-й резервный батальон, базировавшийся в Олдершоте. 17 апреля 1919 года Осборн был демобилизован в лагере Хэрроуби в Грантеме и получил 28-дневный отпуск, после чего 15 мая того же года был уволен со службы на станции рассредоточения войск в Тетфорде. Проблемы со здоровьем, вызванные отравлением газом, преследовали Осборна на протяжении всей последующей жизни. Он страдал болями в лёгких и часто испытывал обмороки. По совету сельского врача, сын которого погиб на войне, Осборн принял решение покинуть Англию и перебраться в место с лучшим климатом.

### Жизнь и карьера в Канаде
В марте 1920 года Осборн приехал в Канаду. Некоторое время он работал на сортировочной станции Канадской национальной железной дороги в Торонто. Переехав на запад, в Саскачеван, Осборн в течение двух лет занимался фермерством в Вапелле. Затем он перебрался в Виннипег и уехал ещё дальше на восток, получив работу в подразделении технического обслуживания Канадской тихоокеанской железной дороги в Карберри, провинция Манитоба.

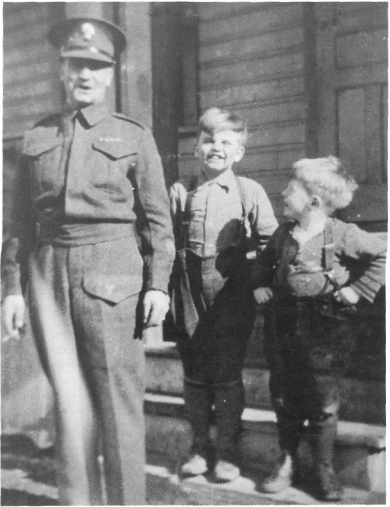
Осборн с сыновьями Джеральдом и Джорджем, 1939 год

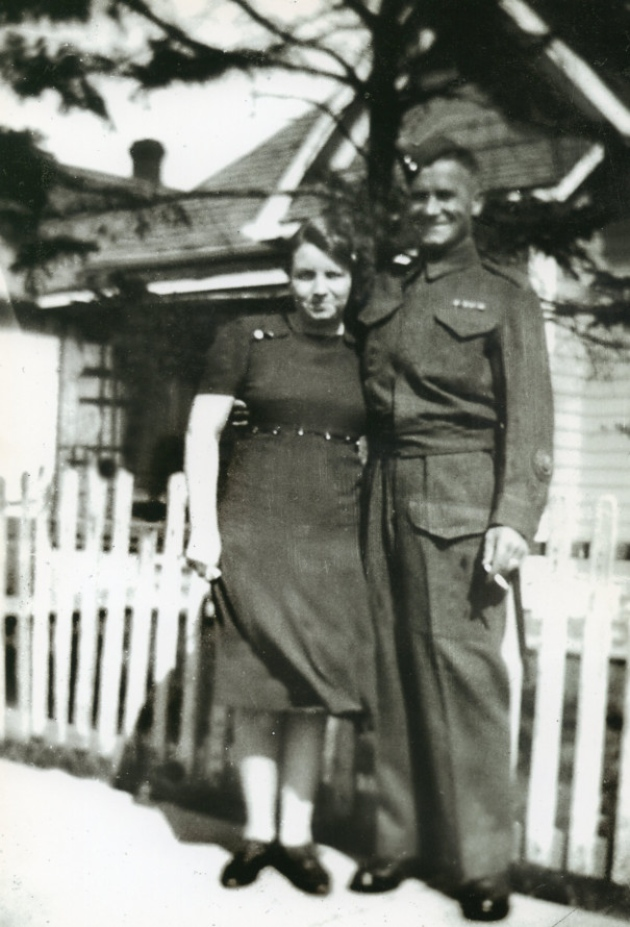
Осборн с женой Маргарет у своего дома, 1940 год

19 мая 1926 года в Грегге, к северу от Карберри, Осборн женился на Маргарет Элизабет Нельсон, после чего они поселились в Сент-Витале. В семье было пятеро детей: Джон Роберт (род. в 1927 г.), Джеральд Нельсон (род. в 1930 г.), Этель Ферн (род. в 1928 г.), Джордж Генри (род. в 1934 г.) и Патриция Маргарет (род. в 1936 г.). Какое-то время Осборн снова трудился в сельском хозяйстве, но бросил это занятие после полученной в 1929 году травмы. Жизнь Осборнов была тяжёлой и в годы «Великой депрессии» глава семьи трудился где придётся — разнорабочим, ремонтником, посудомойщиком. Некоторое время Осборн даже занимался мытьём полов для того, чтобы прокормить семью.
В рамках викторианского понятия о роли мужчины в семье Осборн был суровым отцом. Каждое утро дети становились по стойке смирно для того, чтоб отец убедился в том, умылись ли они и аккуратно оделись. Для тех, кто обманом хотел увильнуть от работы по дому, за кухонной дверью стояла офицерская трость, которая по словам одного из сыновей, применялась довольно часто. Тем не менее, Осборн обожал своих детей, они любили и уважали его. Пение песен в гостиной под аккомпанемент фортепиано, пикники за городом и поездки в кинотеатр на фильмы с Джуди Гарленд свидетельствовали о том, что их семья была счастливой. Однажды, во время игры рядом с угольной печкой у соседей, платье младшей дочери Осборна, пятилетней Патриции, загорелось и она сильно обгорела. В связи с этим Осборн всю ночь провёл в больнице, где сдавал кровь для переливания.

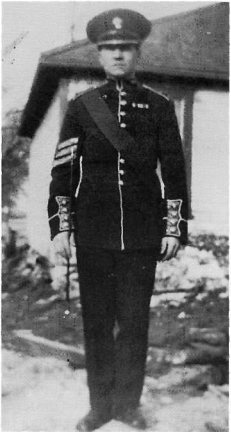
Осборн в парадной форме гренадеров, 1937 год

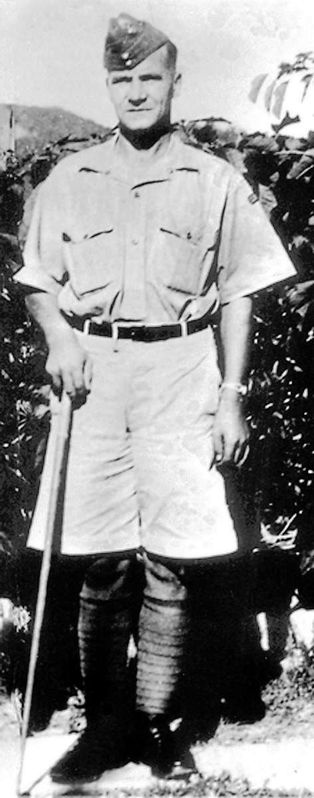
Осборн на Ямайке, ок. 1940—1941 гг.

В 1933 году Осборн поступил на службу в Виннипегские гренадеры Королевского Канадского пехотного корпуса, подразделение непостоянной действующей милиции. Там он начал получать какое-то, пусть и небольшое жалование, по всей вероятности вступив в милицию чтобы хоть как-то свести концы с концами. Осборн служил в роте «A» 1-го батальона и через некоторое время был назначен ротным сержант-майором. Переезд в Канаду определённо не поспособствовал улучшению здоровья Осборна: после целого дня, проведённого на плацу, он приходил домой еле дыша и кашляя. Тем не менее, его опыт и навыки высоко ценились командованием, в батальоне Осборн как прирождённый лидер имел репутацию способного инструктора, строгого приверженца дисциплины и в целом немногословного человека, но при том был любим солдатами. В частности, когда известие о произошедшем с дочерью Осборна достигло батальона, буквально весь его состав вызвался сдать кровь.
1 сентября 1939 года, в день начала Второй мировой войны, когда гитлеровская армия вторглась в Польшу, в Канаде началась мобилизация, тогда как официальное объявление войны последовало лишь 10 сентября. Спустя шесть лет после начала службы в Виннипегских гренадерах, 4 сентября Осборн в звании уорент-офицера 2-го класса вместе со своим подразделением был переведён на действительную военную службу в Канадскую армию. В ходе медицинского обследования у Осборна не было выявлено никаких проблем с лёгкими, однако ему было предписано носить тёмные очки по причине конъюнктивита «из-за газа». В заключении врачей было отмечено, что Осборн ростом в 165 сантиметров (5 футов 5 дюймов) весит 61 килограмм (135 фунтов), а также имеет татуировку на правой руке. После мобилизации Виннипегские гренадеры оставались в Канаде и в мае 1940 года были посланы в пополнение британского гарнизона на Бермудских островах, а затем на Ямайку, где без происшествий пробыли порядка 16 месяцев. В семье сохранились всего лишь два из всех писем, написанных Осборном домой и датируемые примерно этим временем.

### Гонконгская оборона
27 октября 1941 года, почти сразу же после возвращения в Канаду с Бермуд, гренадерам вместе с Королевскими стрелками Канады было приказано отправиться в Британский Гонконг для усиления местного гарнизона из британско-индийских войск. Гонконг был фактически незащищён в случае возможного наступления японцев, так как войска, боевые корабли и самолёты выводились в Европу. Тем не менее, премьер-министр Великобритании Уинстон Черчилль обратился к руководству Канады с просьбой выделить солдат для направления в  азиатскую колонию в качестве жеста поддержки Чан Кайши. Обычно осторожничавший, но стремившийся показать, на что способны канадские войска и не желавший остаться в стороне от военных усилий Великобритании, премьер-министр Канады Маккензи Кинг на этот раз ответил согласием на предложение Черчилля. Британское командование полагало, что прибытие двух канадских подразделений в качестве демонстрации силы сможет отпугнуть японцев и вынудить их воздержаться от казавшейся маловероятной атаки на Гонконг; поводом к возникновению таких суждений стали расовые стереотипы о превосходстве белых над азиатами. Расчёт также был на то, что канадцев обучат на месте, однако в итоге они пробыли в Гонконге меньше месяца и оказались не готовы к нападению японцев, закалённых в боях в Китае и Маньчжурии.

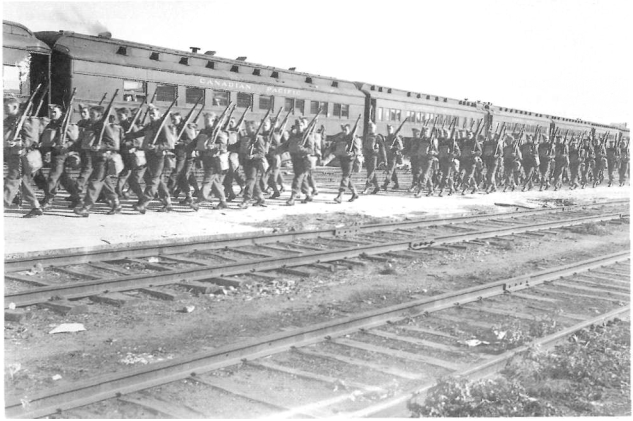
Виннипегские гренадеры садятся на поезд до Ванкувера

25 октября канадские войска сели на поезд из Виннипега до западного побережья. Как следует из последнего разговора перед отъездом с сыновьями, Осборн поручил им позаботиться о матери и семье, понимая, что уже нескоро вернётся. 27 октября гренадёры и стрелки вышли из Ванкувера на борту войскового транспорта «HMT Awatea» в Тихий океан. Покинув Канаду и больше не вернувшись на родину, Осборн так и не узнал что стало с его дочерью: она выжила, хоть и провела долгие годы на лечении. Обычные солдаты хоть и знали о командировании в Азию, но при этом думали, что конечным пунктом их назначения является Сингапур, а не Гонконг.
По рассказам сыновей, опыт, полученный Осборном во время Первой мировой войны, был настолько ужасным, что он не был готов пройти через это всё ещё раз ни при каких обстоятельствах; на той войне погиб и один из его братьев. Канадские войска большей части состояли из ещё необученных новобранцев, которые никогда не принимали участия в учениях и не имели абсолютно никакого военного опыта. Сам Осборн в разговоре с сыновьями выражал сильные сомнения по поводу их боеготовности. По другим данным, канадцы были подготовлены не хуже чем остальные солдаты гонконгского гарнизона. Как бы то ни было, последовавшие события показали, что канадцы не посрамили себя и отважно сражались; на их действия пришлась по крайней мере половина понесённых японцами потерь.

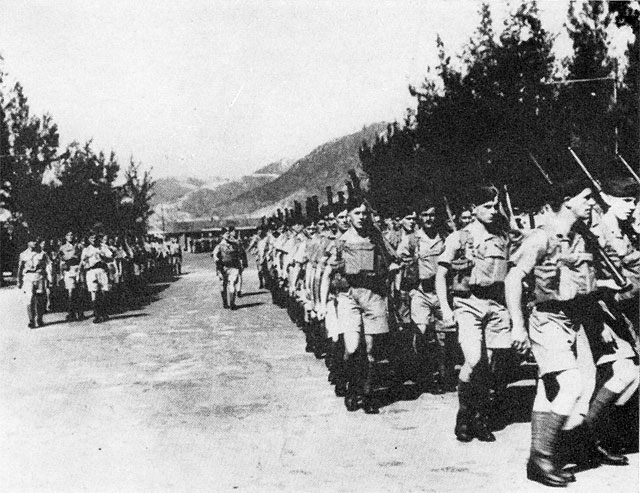
Канадские войска на марше в Гонконге

16 ноября канадские силы под командованием бригадира Джона Лоусона общей численностью в 1975 человек прибыли в бухту Виктория. Задачей гарнизона было защитить колонию площадью около 1060 квадратных километров, состоявшую из полуострова Коулун, так называемых «Новых территорий» на материковой части Китая и собственно самого острова Гонконг, отделённого от континента проливом Лэйюмунь. Население Гонконга составляло 1,6 миллиона человек. Чрезвычайно гористый и покрытый холмами остров делился главной дорогой примерно пополам, тогда как другой маршрут огибал его по берегу. В распоряжении гарнизона под командованием генерал-майора Кристофера Малтби, укомплектованного тогда только четырьмя британскими подразделениями, состояло лишь несколько кораблей в отсутствие какой-либо авиации. После прибытия подкрепления численность гарнизона достигла 14 тысяч человек, как собственно самих гонконгцев, так и британцев, канадцев и индийцев. Канадцы были экипированы формой и оружием времён Первой мировой войны. Машины канадского контингента, отправленные через Тихий океан на отдельном корабле, который ошибся с пунктом назначения, прибыли не в Гонконг, а в Манилу, где были перепоручены для использования американским войскам. В итоге, канадцы располагали всего 20-ю из 212-ти ожидавшихся машин. Согласно оборонительному плану, основные боевые действия должны были развернуться на материке, тогда как канадцы были направлены на остров для сопротивления атаке противника с моря, которая так и не произошла.

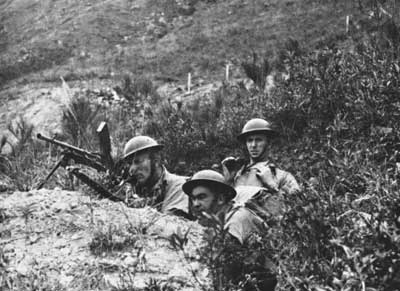
Канадские солдаты во время гонконгской обороны

7 декабря Малтби послал в военное министерство рапорт о том, что сообщения о концентрации японцев в районе Гонконга «безусловно преувеличены» и их появление «преднамеренно спровоцировано японцами». На следующий день, после нападения на Пёрл-Харбор и спустя три недели после прибытия канадских войск, 8 декабря в 8 часов утра подразделения японской армии под прикрытием авиации внезапно атаковали Гонконг. 38-я дивизия, стоявшая лагерем в 30 километрах от Гонконга в течение нескольких предыдущих месяцев, вступила в Коулун, прорвав 17-километровую линию обороны, укомплектованную лишь 600 солдатами. После пяти дней боёв японцы заняли всю материковую часть колонии, а через десять дней после начала нападения высадились и на самом острове. 18 декабря под покровом ночи и при поддержке артиллерии четыре десанта трёх японских полков пересекли пролив и ступили на трёхкилометровый участок северного побережья Гонконга. До этого Малтби уже несколько раз отверг требования японцев о капитуляции, несмотря на то, что Гонконг остался один на один с врагом и помощи ждать было неоткуда. Не намереваясь сдаваться, он реорганизовал подчинённые себе силы на две бригады. Западная бригада бригадира Лоусона состояла из Виннипегских гренадеров, Королевских шотландцев, батальона 17-го пенджабского полка и канадских связистов. Восточной же из Королевских стрелков Канады и батальона 17-го раджпутского полка стал командовать бригадир Седрик Уоллис. Под непосредственным управлением генерала Малтби в штаб-квартире остался батальон Миддлсекского полка.
Японцы забрасывали нас ручными гранатами, а сержант-майор Джон Осборн отбрасывал их так быстро, как только мог. Нас тогда было девять или десять человек. Одна из гранат упала там, где Джон Осборн не мог её достать. Сержант Пагсли крикнул всем пригнуться. В высшей степени самопожертвования ротный сержант-майор Осборн бросился на гранату. Он погиб в то же мгновение, но сумел спасти многих солдат, с которыми был рядом, включая меня, Джона Пагсли, Джона Поллока, Гарри Аткинсона, Клиффа Мэтьюза и нескольких других. Это был самый смелый поступок из тех, свидетелями которых мы были.
Примерно в 2 часа 30 минут 19 декабря Лоусон приказал роте «А» Виннипегских гренадеров под командованием майора Альберта Грешэма очистить от врага гору Джардинс-Лукаут, а затем продвинуться до высоты Маунт-Батлер и отвоевать её. Вскоре после рассвета, туманным утром часть роты «А» под началом Осборна в штыковой атаке заняла вершину Маунт-Батлер. Три часа спустя, примерно в 10 часов, ввиду контратаки трёх японских рот некоторые гренадеры были вынуждены спуститься с западного склона высоты под прикрытием огня, открытого Осборном и остальной частью роты. Однако вскоре японцам удалось окружить всю роту «А», воссоединившуюся с отрядом Осборна и засевшую в небольшой лощине. Выдержав две японских атаки, к середине дня командир Грешэм решил сдаться по причине истощения запасов боеприпасов и увеличения человеческих потерь. Выйдя с импровизированным белым флагом, сделанным из носового платка на палке, он был срублен пулемётным огнём и тотчас погиб, после чего японцы начали забрасывать расположение роты «А» ручными гранатами. Солдаты прижались к склону и стали обсуждать что делать в сложившейся ситуации, когда рядом вдруг начали падать гранаты. Осборн успел подхватить несколько из них и отбросить назад на вражеские позиции. Однако, он не успел поймать гранату, которая упала туда, откуда её уже невозможно было достать. Предупредив всех криком об опасности и оттолкнув своего товарища сержанта Джона Пагсли в сторону, Осборн бросился на гранату, которая тотчас взорвалась и мгновенно убила его. В тот же день штаб-квартира Виннипегских гренадёров во главе с Лоусоном, располагавшаяся на входе в ущелье Воннайчхун, была окружена японцами. Бригадир по радио сообщил Малтби что покидает бункер для того, «чтобы сразиться» с противником. Лоусон погиб, отстреливаясь пистолетами с двух рук; сами японцы отметили, что он умер «героически» и похоронили его с воинскими почестями.
Несмотря на жертву Осборна, позиции канадцев вскоре были взяты японцами, а рота «А» была практически вся перебита, хоть и покрыла себя боевой славой. Королевским стрелкам же был отдан абсурдный приказ пойти на практически самоубийственную атаку и отбить утраченные позиции на южной оконечности острова, что они и сделали, потеряв 26 человек убитыми и 75 ранеными. Через несколько часов, в Рождество 1941 года, британский Гонконг капитулировал, после чего население города, наряду с иностранными гражданскими лицами и воинским персоналом, пережило три с половиной года оккупации, сопровождавшихся голодом, избиениями, изнасилованими и казнями без суда и следствия. Из 1975 канадцев, отправленных в Гонконг, 290 были убиты и 493 ранены во время обороны. Ещё 264 канадцев умерли в плену, и лишь 1418 человек смогли пережить войну и вернуться на родину. Канадские военнопленные содержались в нечеловеческих условиях при отсутствии элементарной гигиены, санитарии и надлежащего жилья, а некоторые были депортированы в трудовые лагеря в Японии. 16 сентября 1945 года, почти через четыре года после падения Гонконга, японский гарнизон сдался союзникам после капитуляции Японии, принужденной к этому атомными бомбардировками Хиросимы и Нагасаки. Внутриполитическое давление вынудило в 1948 году канадское правительство учредить королевскую комиссию для расследования обстоятельств участия Канады в обороне Гонконга, единственный комиссар которой, главный судья Лаймен Дафф, полностью оправдал действия военного командования и снял с него всякую ответственность за падение колонии, неверно истолковав или вообще проигнорировав имеющиеся доказательства обратного.

### Награждение крестом Виктории
Осборн погиб, заслонив боевых товарищей своим телом от взрывной волны. Перед смертью он сказал свои последние слова: «Сообщите моей жене». Осборну было всего 42 года. Место, где он был похоронен, осталось неизвестным. Долгое время Осборн числился пропавшим без вести, но 9 января 1943 года семья была извещена о его смерти в бою. О самопожертвовании Осборна ради спасения своих товарищей от верной смерти стало известно из воспоминаний выживших участников оборона Гонконга, рассказанных ими по крайней мере через четыре года с момента произошедших событий, что случилось уже лишь после поражения Японии. Очевидцы свитедельствовали, что спокойный и уравновешенный Осборн «ходил из отряда в отряд, давая всем инструкции и советы», «ходил и разговаривал с солдатами, пытаясь воодушевить их, поскольку ситуация действительно становилась критической», и отмечал тогда, что ему никогда «не нравилась идея сдачи япошкам». Единственный оставшийся в живых старший по званию офицер Виннипегских гренадёров майор Джордж Трист, составивший боевой дневник подразделения во время пребывания в японском лагере для военнопленных, услышав о рассказе сержанта Пагсли, начал собирать воспоминания других солдат, которых набралось шесть человек, что в итоге вылилось в составление рекомендации к награждению Осборна. 2 апреля 1946 года королевским указом он был посмертно удостоен креста Виктории.

Министерство национальной обороны, Оттава
2-е апреля, 1946.
КАНАДСКАЯ АРМИЯ.
КОРОЛЬ милостиво одобрил награждение КРЕСТОМ ВИКТОРИИ: —
No. H.6oo8 Уорент-офицер II класса (ротный сержант-майор) Джон Роберт ОСБОРН, Канадский пехотный корпус.
Утром 19 декабря 1941 года в Гонконге, рота Виннипегских гренадеров, частью которой был ротный сержант-майор Осборн, разделилась во время атаки на Маунт-Батлер, холм, круто возвышающийся над уровнем моря. Часть роты, руководимая ротным сержант-майором Осборном, в штыковой атаке захватила холм и удерживала его в течение трёх часов до того, как позиция стала непригодной для обороны по причине превосходящей численности войск противника и невозможности ведения огня с незащищенного фланга. Ротный сержант-майор Осборн вместе с небольшой группой прикрыл отступление войск, и когда подошла их очередь отходить, Осборн в одиночку вступил в бой с противников, в результате чего остальные успешно воссоединились с ротой. Ротному сержант-майору Осборну пришлось пройти сквозь тяжёлый ружейный и пулемётный огонь. Не заботясь о своей собственной безопасности, он помогал отставшим и вёл их к новой позиции роты, подставляя себя под сильный вражеский огонь для прикрытия их отхода. Где бы ни возникла опасность, он стремился туда чтобы поддержать своих солдат.
Во второй половине дня рота была отрезана от батальона и полностью окружена врагом, который смог приблизиться на расстояние броска гранаты рядом с небольшой низиной, которую занимала рота. Туда были брошены несколько вражеских гранат, а ротный сержант-майор Осборн поднял их и отбросил назад. Противником была брошена граната, которая упала в том месте, откуда её уже невозможно было достать и вовремя отбросить. Крикнув своим товарищам об опасности, этот доблестный уорент-офицер бросился на гранату, которая взорвалась и мгновенно убила его. Его самопожертвование, несомненно, спасло жизни многим другим.

Ротный сержант-майор Осборн был вдохновляющим примером для всей обороны, которую он так изумительно поддерживал в борьбе против превосходящих сил противника в течение более восьми с половиной часов, и в своей смерти он проявил высочайшие качества героизма и самопожертвования.
Оригинальный текст (англ.)Department of National Defence, Ottawa.
2nd April, 1946.
THE CANADIAN ARMY.
The KING has been graciously pleased to approve the posthumous award of the VICTORIA CROSS to: —
No. H.6oo8 Warrant Officer Class II (Company-Sergeant-Major) John Robert OSBORN, Canadian Infantry Corps.
At Hong Kong on the morning of 19th December 1941 a Company of the Winnipeg Grenadiers to which Company Sergeant-Major Osborn belonged became divided during an attack on Mount Butler, a hill rising steeply above sea level. A part of the Company led by Company Sergeant-Major Osborn captured the hill at the point of the bayonet and held it for three hours when, owing to the superior numbers of the enemy and to fire from an unprotected flank, the position became untenable. Company Sergeant-Major Osborn and a small group covered the withdrawal and when their turn came to fall back, Osborn single-handed engaged the enemy while the remainder successfully rejoined the Company. Company Sergeant-Major Osborn had to run the gauntlet of heavy rifle and machine gun fire. With no consideration for his own safety he assisted and directed stragglers to the new Company position exposing himself to heavy enemy fire to cover their retirement. Whenever danger threatened he was there to encourage his men.
During the afternoon the Company was cut off from the Battalion and completely surrounded by the enemy who were able to approach to within grenade throwing distance of the slight depression which the Company was holding. Several enemy grenades were thrown which Company Sergeant-Major Osborn picked up and threw back. The enemy threw a grenade which landed in a position where it was impossible to pick it up and return it in time. Shouting a warning to his comrades this gallant Warrant Officer threw himself on the grenade which exploded killing him instantly. His self-sacrifice undoubtedly saved the lives of many others.

Company Sergeant-Major Osborn was an inspiring example to all throughout the defence which he assisted so magnificently in maintaining against an overwhelming enemy force for over eight and a half hours and in his death he displayed the highest quality of heroism and self-sacrifice.

В январе 1947 года в Оттаве вдова Осборна получила крест Виктории из рук генерал-губернатора Канады фельдмаршала Гарольда Александера. Осборн стал первым канадцем-кавалером креста Виктории, высшей награды Великобритании и Содружества за храбрость на поле боя, за действия во время Второй мировой войны; вторым самым возрастным канадцем-кавалером креста Виктории во время Второй мировой войны, после Фредерика Питерса, награждённого в 53 года за действия в Северной Африке в 1942 году; а помимо этого единственным кавалером креста Виктории за гонконгскую оборону. Также Осборн был награждён Британской военной медалью, медалью Победы, звездой «1939—1945», Тихоокеанской звездой, медалью Обороны, медалью Канадской добровольческой службы с пряжкой «ГОНКОНГ», медалью Войны 1939–1945.

## Память

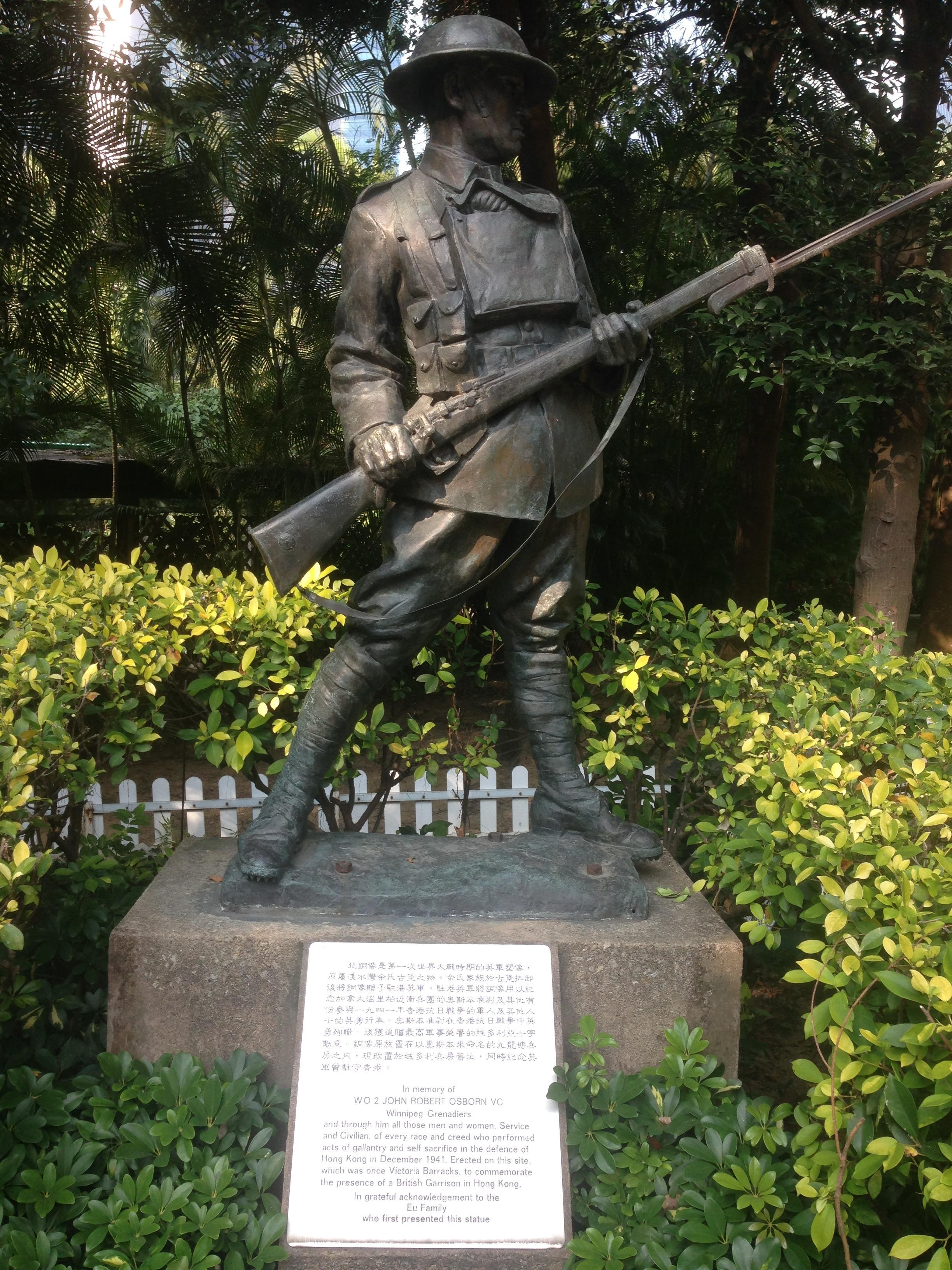
Памятник Осборну в Гонконгском парке

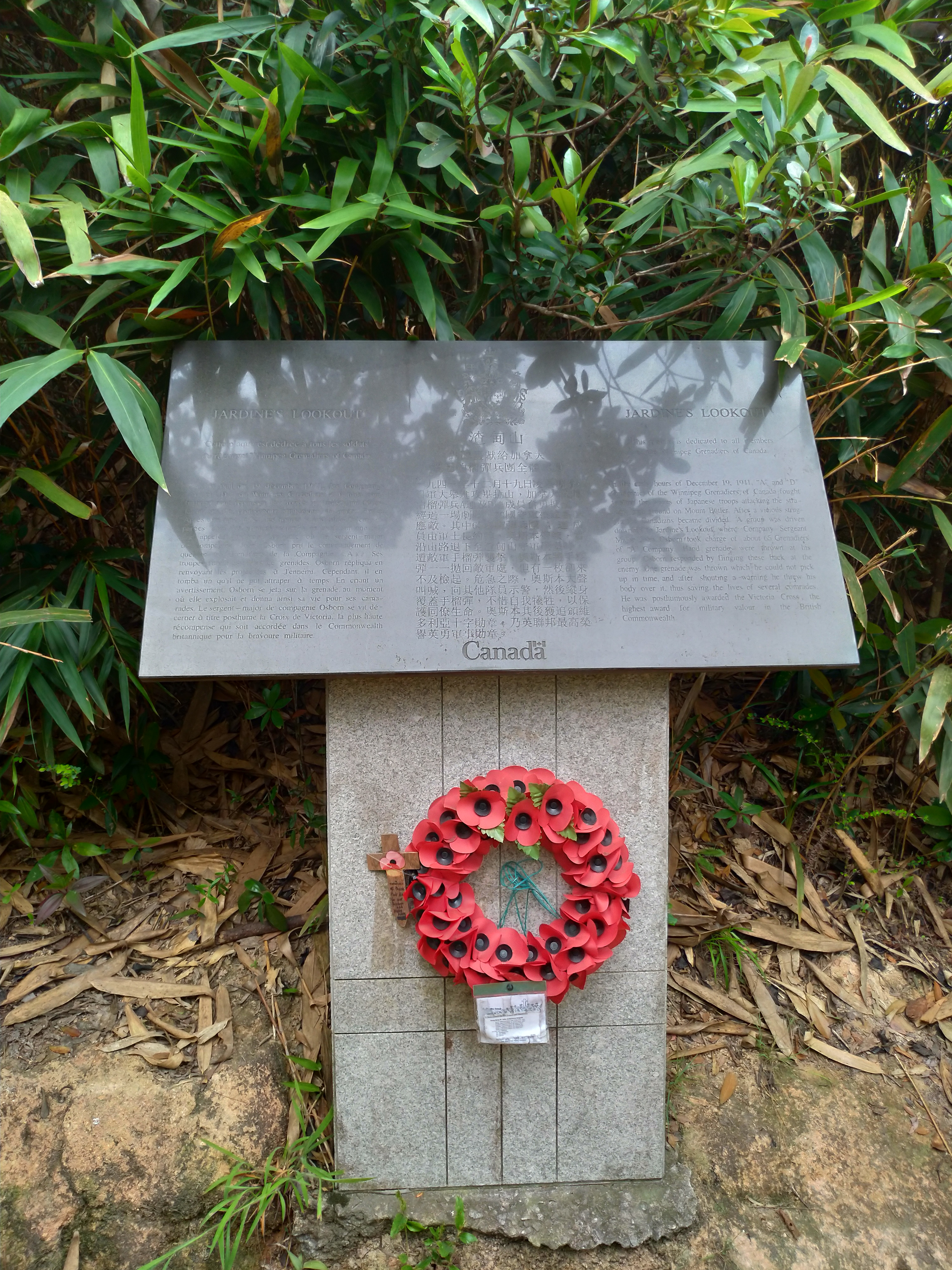
Мемориальная доска на месте подвига Осборна

Имя Осборна отмечено на 25-й колонне Мемориала Сайвань в Гонконге. Статуя Осборна стоит в Гонконгском парке около входа в Ботанический сад, в гору от Дома с флагштоком на Коттон-Три-Драйв и недалеко от набережной бухты Виктория. Мемориальная доска Осборну установлена на тропе Уилсона, недалеко от места, где он совершил свой подвиг — оно отмечено грудой камней, прямо у пожножия смотровой площадки на горе Джардинс-Лукаут. Именем Осборна были названы казармы Осборна, переименованные после передачи Гонконга КНР 1 июля 1997 года и в настоящее время используемые Народно-освободительной армией Китая.
К концу века о подвиге Осборна уже мало кто помнил. В 1995 году семья Осборна передала его награды, в том числе крест Виктории, в дар Канадскому военному музею в Оттаве, где они и были выставлены. Осборну посвящён 60-секундный фильм «Осборн из Гонконга», снятый в 2005 году в рамках проекта «Heritage Minutes» организации «Historica Canada». Мемориальная доска Осборну размещена на здании Казарм Карри, базы Канадских вооружённых сил в Калгари, провинция Альберта. Имя Осборна носят ручей и озеро в провинции Манитоба, главное здание военного госпиталя «Дир-Лодж» в Виннипеге, Осборн-холл в Центре столетия в Сент-Витале. Имя Осборна отмечено на военном мемориале в Балшеме, графство Кембриджшир, где он также занесён в книгу памяти церкви Святой Троицы.